# Cratere Boussingault
Boussingault è un grande cratere lunare di 127,61 km situato nella parte sud-orientale della faccia visibile della Luna.
Il cratere è dedicato al chimico francese Jean Baptiste Boussingault

## Crateri correlati
Alcuni crateri minori situati in prossimità di Boussingault sono convenzionalmente identificati, sulle mappe lunari, attraverso una lettera associata al nome.
| Boussingault | Coordinate            | Diametro (in km) |
| ------------ | --------------------- | ---------------- |
| A            | 69°57′36″S 53°52′12″E | 75,4             |
| B            | 65°41′24″S 47°02′24″E | 57,72            |
| C            | 65°09′00″S 48°03′36″E | 23,13            |
| D            | 63°34′48″S 44°48′36″E | 8,85             |
| E            | 67°04′48″S 46°38′24″E | 104,09           |
| F            | 68°58′12″S 39°39′00″E | 16,64            |
| G            | 71°26′24″S 52°30′36″E | 4,59             |
| K            | 68°49′48″S 50°06′00″E | 27,22            |
| N            | 71°22′12″S 61°12′00″E | 15,1             |
| P            | 67°17′24″S 45°35′24″E | 13,34            |
| R            | 64°24′00″S 48°39′36″E | 11,92            |
| S            | 64°08′24″S 46°54′36″E | 15,83            |
| T            | 63°01′12″S 43°03′36″E | 19,43            |